# Силвен (Вісконсин)
Силвен (англ. Sylvan) — місто (англ. town) в США, в окрузі Ричленд штату Вісконсин. Населення — 516 осіб (2020).

## Демографія
Згідно з переписом 2010 року, у місті мешкало 555 осіб у 183 домогосподарствах у складі 132 родин. Було 249 помешкань
Расовий склад населення:
| - 98,0 % — білих - 0,5 % — корінних американців - 0,2 % — чорних або афроамериканців |

До двох чи більше рас належало 1,3 %. Частка іспаномовних становила 0,5 % від усіх жителів.
За віковим діапазоном населення розподілялося таким чином: 31,5 % — особи молодші 18 років, 55,3 % — особи у віці 18—64 років, 13,2 % — особи у віці 65 років та старші. Медіана віку мешканця становила 34,3 року. На 100 осіб жіночої статі у місті припадало 114,3 чоловіків;  на 100 жінок у віці від 18 років та старших — 114,7 чоловіків також старших 18 років.
Середній дохід на одне домашнє господарство  становив 66 643 долари США (медіана — 56 875), а середній дохід на одну сім'ю — 79 030 доларів (медіана — 70 417). Медіана доходів становила 45 500 доларів для чоловіків та 31 875 доларів для жінок. За межею бідності перебувало 18,3 % осіб, у тому числі 12,4 % дітей у віці до 18 років та 11,0 % осіб у віці 65 років та старших.
Цивільне працевлаштоване населення становило 216 осіб. Основні галузі зайнятості: виробництво — 27,3 %, освіта, охорона здоров'я та соціальна допомога — 17,6 %, будівництво — 13,9 %, сільське господарство, лісництво, риболовля — 13,4 %.